# Constantine Dafermos
Constantine Michael Dafermos, genannt Costas, (* 26. Mai 1941 in Athen) ist ein griechisch-US-amerikanischer Mathematiker und Ingenieurwissenschaftler, der sich mit Partiellen Differentialgleichungen in der Kontinuumsmechanik befasst.

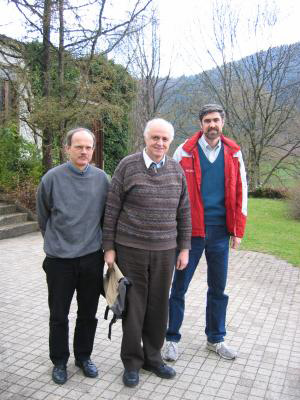
Constantine Dafermos (Mitte), Oberwolfach 2004

Dafermos studierte Bauingenieurwesen an der Nationalen Technischen Universität Athen mit dem Diplomabschluss 1964 und wurde 1967 bei Jerald L. Ericksen an der Johns Hopkins University in Mechanik promoviert (On the existence and the asymptotic stability of solutions to the equations of linear thermoelasticity). 1968 wurde er Assistant Professor an der Cornell University und 1971 Associate Professor und 1975 Professor für Angewandte Mathematik an der Brown University. 1988 bis 1993 und 2006/07 war er Direktor des Lefschetz Center of Dynamical Systems. Er ist Alumni-Alumnae Professor an der Brown University.
In jüngster Zeit befasste er sich mit der spontanen Entstehung von Stosswellen in nichtlinearen hyperbolischen Systemen von Erhaltungssätzen und dem Wechselspiel von Thermodynamik und Analysis in diesen Systemen, speziell der stabilisierenden Rolle der Entropie.
2012 wurde er Fellow der American Mathematical Society. Er ist Ehrendoktor der Nationalen Technischen Universität Athen, der Universität Athen und der Universität Kreta. Ab 2004 hatte er eine Ehrenprofessur an der Academia Sinica. Seit 1988 ist er korrespondierendes Mitglied der Akademie von Athen, seit 2011 auswärtiges Mitglied der Accademia dei Lincei, deren Cataldo e Angiola Agostinelli Preis er 2011 erhielt, und seit 2001 der American Academy of Arts and Sciences. 1975 bis 1977 war er Schatzmeister der Society of Natural Philosophy. 2016 erhielt er den Norbert-Wiener-Preis für Angewandte Mathematik und er wurde in die National Academy of Sciences gewählt.
Ab 1995 war er im Board of Governors des Weizmann Instituts.
Er hat die US-Staatsbürgerschaft.

## Schriften
- Hyperbolic Conservation Laws in Continuum Physics, 3. Auflage, Springer Verlag 2010
- Herausgeber mit Eduard Feireisl Handbook of Differential Equations, Elsevier/North Holland 2004
- Herausgeber mit J. L. Bona Dynamical Problems in Continuum Physics, Springer 1987
- Herausgeber mit Milan Pokorny Evolutionary Equations, North Holland/Elsevier 2009